# 청춘 드라마
청춘 드라마(靑春-)는 청소년, 성인 대상으로 십대라고 부르지 않고, 젊은이들의 성장과 어른이 되어가는 과정을 텔레비전 드라마이다.

## 같이 보기
- 청소년
- 청년